# 头孢沙定
头孢沙定（INN：Cefroxadine，商品名：Oraspor和Cefthan-DS）是一种头孢菌素抗生素。它在结构上与头孢氨苄相关，并且两种药物具有相似的活性谱。该药物可在意大利取得。

## 合成

头孢沙定合成：

头孢罗沙定可以通过多种途径制备，其中一种关键步骤是用重氮甲烷甲基化烯醇。更为复杂的途径是从相对容易获得的苯氧基甲基青霉素亚砜二苯甲基酯 (1) 开始。
当用苯并噻唑-2-硫醇处理时，会发生断裂，得到2。臭氧化反应（还原后处理）裂解烯键，不对称的二硫键部分转化为甲苯磺酰硫酯 (3)。烯醇部分用重氮甲烷甲基化，与1,5-二氮杂双环[5.4.0]十一碳-5-烯(DBU)反应封闭六元环，用三氟乙酸除去酯保护，得到4。通过常用的PCl5/二甲基苯胺序列除去酰胺侧链，然后用适当的酰基氯重新酰胺化，得到头孢沙定 (5)。